# Dreibandbarbe
Die Dreibandbarbe (Dawkinsia arulius, Synonym: Puntius arulius, Barbus arulius; nach der einheimischen Bezeichnung „Aruli“), auch Prachtglanzbarbe genannt, ist ein Süßwasserfisch aus der Familie der Karpfenfische (Cyprinidae). Ihr Verbreitungsgebiet liegt in den Stromgebieten des Kaveri, des Sharavathi und des Tunga im südöstlichen Indien. Das scheinbar große Verbreitungsgebiet zerfällt in etwa sechs bis acht fragmentierte Lokalvorkommen und umfasst tatsächlich nur etwa 300 km² in den Oberläufen der Flüsse.
Die ehemals der Dreibandbarbe zugerechneten Populationen im Thenmalai und im Kulathupuzha gelten heute als eigenständige Art (Dawkinsia exclamatio).

## Merkmale
Dreibandbarben werden maximal zwölf Zentimeter lang und sind von typischer Barben-Gestalt. Ihr Körper ist seitlich nur wenig abgeflacht, der Rücken bräunlich, die Körperseiten silbrig bis gelblich mit rötlichem Schimmer und zwei schwarzen ovalen Flecken unter der Rückenflosse und oberhalb der Afterflosse. Ein weiterer schwarzer Fleck liegt auf dem Schwanzflossenstiel. Die Schuppen oberhalb der vollständigen Seitenlinie zeigen einen grünlichen Schimmer. Kehle und Bauch sind gelblich. Die Rückenflosse ist gelblich bis rötlich und hat kräftig rot gefärbte Spitzen, die Afterflosse hat einen roten Rand, die Bauchflossen sind weißlich. Zur Paarungszeit zeigen die Männchen einen weißlichen Laichausschlag an der Schnauzenspitze. Sie sind insgesamt prächtiger gefärbt und werden größer.
- Flossenformel: Dorsale: iii/8; Anale: ii/5; Pectorale: 1/14, Ventrale: 1/8.
- Schuppenformel: mLR 21–23.

Von der nah verwandten Schwarzfleckbarbe (Dawkinsia filamentosus), D. singhala und D. assimilis unterscheidet sich die Dreibandbarbe durch ihre auffälligen schwarzen Flecken vor dem Ansatz der Afterflosse, von D. exclamatio durch das Fehlen eines länglichen, tropfenförmigen schwarzen Flecks oberhalb der Afterflosse. Der Hauptunterschied zu D. srilankensis liegt in der geschlossenen Unterlippe der Dreibandbarbe, die von D. srilankensis weist an der Unterkiefersymphyse eine Lücke auf. Von D. tambraparniei unterscheidet sich die Dreibandbarbe durch das Fehlen der filamentartig verlängerten verzweigten Rückenflossenstrahlen bei ausgewachsenen Männchen und die kürzeren Barteln.

## Lebensweise und Gefährdung
Die Dreibandbarbe kommt in Schwärmen in großen Strömen, Flüssen, Seen, ungestörten schattigen Regenwaldflüssen und Bächen mit saurem pH-Wert vor. 
Die IUCN klassifiziert die Art als stark gefährdet (endangered). Der Bau von Staudämmen und der Fang zu aquaristischen Zwecken gelten als Hauptgrund für die Gefährdung der Art.